# Resta con me (film 2012)
Resta con me (Still Mine) è un film del 2012, scritto e diretto da Michael McGowan e basato su una storia vera.

## Trama
L'ottantanovenne Craig Morrison ha intenzione di costruire una nuova casa per la moglie Irene, la quale soffre sempre più di frequente di problemi legati alla memoria, trovando un ostacolo apparentemente insormontabile nella burocrazia dello stato.

## Distribuzione
Dopo essere stata presentata al Toronto International Film Festival il 10 settembre 2012, in Canada Resta con me è stato distribuito a partire dal 3 maggio 2013; in Italia la pellicola è stata trasmessa direttamente in televisione, su Cine Sony, a partire dal 5 dicembre 2018.